# Jean Dagnaux
Jean Dagnaux, né à Montbéliard (Doubs) le 28 novembre 1891 et mort au combat dans la nuit du 17 au 18 mai 1940 à La Vallée-au-Blé (Aisne), est un as français de l'aviation, surnommé « l'as à la jambe de bois ».

## Biographie

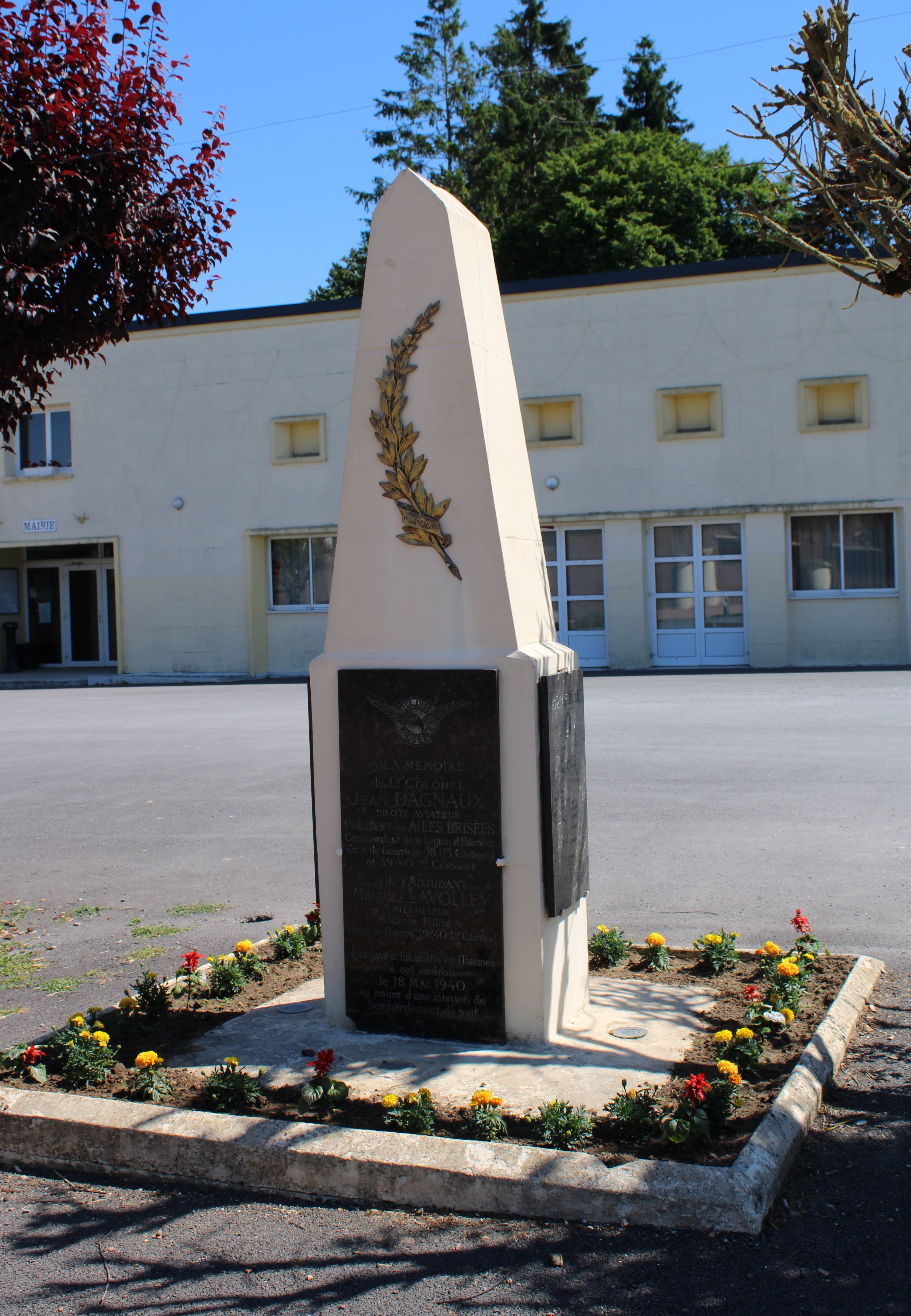
Monument-hommage aux aviateurs Jean Dagnaux et Maurice Lavolley sur la place de La Vallée-au-Blé.

Jean Dagnaux est élève au lycée Lamartine de Mâcon. Polytechnicien, il est breveté observateur en juin 1915 dans l'armée. Il vole avec un avion Maurice Farman dans l’escadrille 63. Le 6 février 1916, son avion est perforé de balles. Amputé d'une jambe, Dagnaux continue à voler. Il rejoint l’escadrille C11 en mai 1917, puis l’escadrille 12 sur Breguet XIV. Il passe son brevet de pilote le 2 septembre 1918. Fait Chevalier de la Légion d'honneur, il est distingué par la Croix de guerre avec huit palmes et cinq étoiles reçues tout au long de son engagement pendant la Grande guerre.
En 1919, il réalise un raid vers Le Caire. En 1920, d'Alger à Tombouctou, il accomplit la première traversée du Sahara en avion, dans l'expédition conduite par Joseph Vuillemin. Il fonde en 1928 une compagnie transafricaine, la Régie Air Afrique, ouvrant de nombreuses routes aériennes (première liaison aérienne France-Madagascar en 1927).
Lors de la Seconde Guerre mondiale, engagé comme commandant en 1939, il est promu lieutenant-colonel de la 34e escadre de bombardement. Le 17 mai 1940, il part en mission de reconnaissance. Son bombardier Amiot 354 est abattu par la flak au-dessus de l’Aisne et s’écrase avec ses bombes dans le village de La Vallée-au-Blé. Son corps est pulvérisé par l'explosion, avec celui de son coéquipier l'adjudant Maurice Lavolley. Les deux autres membres de l'équipage sont faits prisonniers.
La Régie Air Afrique est supprimée le 24 janvier 1941 par le gouvernement de Vichy.

## Distinctions
- Commandeur de la Légion d'honneur (8 mai 1928)[3]
- Croix de guerre 1914-1918 avec 8 palmes et 5 étoiles

## Honneurs posthumes
- Il est le parrain de la promotion 1941 de l'École de l'air
- L'ancienne base aérienne 128 Metz-Frescaty porte son nom
- Un timbre-poste commémoratif de 100F avec une surtaxe de 70F au profit des Œuvres de l'Air, est émis le 19 janvier 1948, dessiné et gravé par Pierre Gandon[4]
- Une rue porte son nom à Mâcon, là où il a passé son enfance[5]
- Une plaque commémorative est posée sur sa maison natale[6]
- Une plaque commémorative est posée sur la maison qu'il habita à Paris, 86 avenue Malesherbes[7]
- Une autre plaque existe à l'entrée du lycée Lamartine de Mâcon pour les anciens élèves "morts pour la France"[8]